# 林富沢
林 富沢（イム・ブテク、朝鮮語: 임부택、1919年9月24日 - 2001年1月13日）は大韓民国の軍人。朝鮮戦争開戦時は第7連隊長。朝鮮戦争中は後方勤務が3ヶ月だけであとは戦闘に終始した数少ない将軍であった。そのため授与された武功勲章の数は韓国軍随一であった。

## 人物
1919年9月24日、全羅南道羅州に生まれる。
1939年、日本陸軍に志願入隊（第2期）。陸軍兵志願者訓練所を修了し、二等兵階級で歩兵第76連隊に配属された。1944年12月に服務期間を終えて除隊したが、泰陵の訓練所で新兵時代の教官に会い、再び軍に入り終戦まで新兵の軍事教育を担当することになった。終戦時は朝鮮志願兵第三訓練所教官、曹長であった。
1946年1月、南朝鮮国防警備隊第1連隊に入隊、任曹長（軍番110001番）。第1大隊A中隊先任下士官となった。同年6月に警備士官学校第1期卒業、任少尉(軍番10117番)。
1948年5月6日に第9連隊（連隊長：朴珍景中領）第1大隊長に発令され、済州島反乱の鎮圧に従事。5月15日には朴珍景連隊長が新設の第11連隊長へ異動し、それに伴い第9連隊長代理を兼任。6月16日には正式に第9連隊長に発令された。当時、第9連隊と第11連隊の統合司令部構想が持ち上がっていたが、参謀人員が不足していたため第11連隊作戦参謀も兼任していたが、間も無くして朴珍景は軍内部の左派により暗殺されてしまう。
7月15日に総司令部に転属し、翌月の陸軍本部の正式成立に伴い作戦局作戦課長。翌年1949年3月2日には済州島戦闘司令部戦闘第1大隊長として再び鎮圧戦に戻り、少佐に特進。6月に第7連隊副連隊長。
1949年12月19日、第7連隊長。1950年6月から北方で異常を察知した。北の局地侵入を考え、6月25日朝に非常警戒態勢をとる。このため朝鮮戦争勃発時、第7連隊は奇襲を受けなかった唯一の連隊となる。

### 朝鮮戦争
6月25日、朝鮮戦争勃発。第7連隊が守備する春川には北朝鮮軍第2師団(師団長：李青松少将)が2個連隊を並列させて攻撃を開始した。第7連隊は3日に亘って交戦し、第2師団に大打撃を与えた(春川の戦い)。さらに春川でトラック90両を徴発し、連隊を車両化した。
6月28日、第6師団司令部の命令を受け、春川から撤収し、第6師団主力の後退を掩護した。これまで敵に打撃を与え続けてきた林富澤中佐は「なぜ後退の命令ばかりくるのだろう？なぜ反撃しないのか」と不満を漏らしていたという。
第7連隊は後衛として洪川、陰城で敵に損害を与えながら後退した。7月初旬に同楽里の戦いの功績で大佐に昇進した。陰城では7日から8日にかけて第1師団(師団長：白善燁大佐)の陣地占領を掩護し、9日には独断で第1師団に圧力を加えていた迂回部隊に攻撃を開始した。これに白善燁が感謝した。
釜山橋頭堡の戦いでは新寧正面を固守し北朝鮮軍第8師団(師団長：呉白龍少将)に壊滅的な打撃を与える。
9月16日から攻勢に転移し、第7連隊は終始第6師団の先鋒を務め、順川においてはアメリカ軍空挺隊と提携した（粛川・順川の戦い）のち、鴨緑江を目指して急進した。そして10月26日、偵察隊が楚山に進出し、第7連隊は鴨緑江1番乗りを果たした。しかし中共軍が10月25日に介入し、韓国軍第2軍団を圧迫したため第7連隊は敵中に取り残されていた。連隊は一丸となって血路を開いたが大軍に包囲された連隊は壊乱した。林富澤は部下数十人と共に23日間、敵中を徘徊し、孟山に生還した。この時、米軍顧問は全員捕虜となったが脚力がないため、自ら敵中に残ったためだという。
孟山国民学校で連隊を再編した後、平壌に後退して第6師団(師団長張都暎准将)の隷下に復帰した。平壌で第6工兵大隊の大同橋爆破を掩護した後、38度線に後退して議政府北側を防御した。しかし1951年1月1日、中共軍の正月攻勢で包囲され、血路を開き驪州に後退して敵の来攻を待ったが息切れした中共軍は追撃してこなかった。
国連軍は1月下旬から攻勢に転移した。第7連隊は3月に楊平、次いで加平を奪還し、林富澤は第6師団副師団長となった。しかし4月、中共軍の春季攻勢を受けて、再び7日間にわたり山中をさまようこととなる。しかし中共軍の五月攻勢では楊平東側で全周防御を指導してノー・ネーム・ラインを確保した。
1951年7月、歩兵学校副校長となったが10月に第5師団副師団長に任じられ、高城南側の351高地(アンカー・ヒル)の争奪を指導する。
1952年8月、呉徳俊准将の後を受けて第11師団長となり、准将に昇進。南江南岸の防御に任じた。
1953年3月頃、南江南岸の防御を新編の第27師団に委譲し、第11師団は第2軍団の予備師団となって華川に移動した。7月、林富澤は後方に下がっており、経験の浅い師団長が任務に就いていたが、中共軍の最終攻勢を受けるとすぐに呼び戻される。友軍が後退する中、中共軍の尖端に向かって正面から反撃して南下を阻止し、そして攻勢に転じて赤根山を奪回した。

### 休戦後
1954年5月、任少将。同年10月、国防部第1局長。
1955年10月、陸軍本部兵站監。
1956年6月、合同参謀作戦局長。のちにアメリカ陸軍指揮幕僚大学に留学。
1957年8月、第1軍(司令官宋堯讃中将)参謀長。
1959年7月、第2管区司令官。
1960年2月、第3管区司令官。4・19革命にあたり忠清道戒厳司令官。10月に第1軍団長に栄進。1961年初頭、ソウル防衛計画を立案して砲兵の測地を実施させると尹潽善大統領、張勉国務総理から、林富澤軍団長と崔慶禄参謀総長は革命を企図していると疑われ、崔慶禄は第2軍司令官に転出して張都暎中将と交代したという。
1961年5月16日、5・16軍事革命に際し、李翰林第1軍司令官から鎮圧を命じられ、出動準備を整えた。しかし金鐘五中将や金點坤少将と米軍の専用線で連絡し、金少将の「革命に協力すべきである」という意見に同意し、出動準備を解いてその旨を4人の各軍団長に通知した。しかし林富澤の真意がソウルに伝わっておらず、反革命容疑で逮捕されかけるが、真相が判明したので現職に留まった。
1962年3月、予備役編入。
1973年2月、韓国肥料工業常任監事。
1980年11月、大韓火災海上保険株式会社カサン代理店運営。
1984年10月、韓国自動車保険株式会社カサン代理店運営。
1984年10月、海東火災海上保険株式会社顧問。
1993年8月、6・25戦争参戦軍人連盟会長。

## 勲章
- 無星花郎武功勲章 - 1950年1月
- 無星乙支武功勲章 - 1950年12月
- 銀星忠武武功勲章 - 1951年4月
- 銀星忠武武功勲章 - 1951年6月
- 銀星乙支武功勲章 - 1952年5月
- 金星花郎武功勲章 - 1952年5月
- 無星忠武武功勲章 - 1952年10月
- 無星太極武功勲章 - 1953年5月
- 金星乙支武功勲章 - 1953年5月
- 金星忠武武功勲章 - 1953年5月
- 金星乙支武功勲章 - 1954年1月
- 銀星太極武功勲章 - 1954年6月28日
- レジオン・オブ・メリット - 1954年9月30日[10]
- ギリシャ国十字勲章 - 1955年8月
- 防衛褒章 - 1956年10月
- 三等勤務功労勲章 - 1962年3月